# Абзетцер

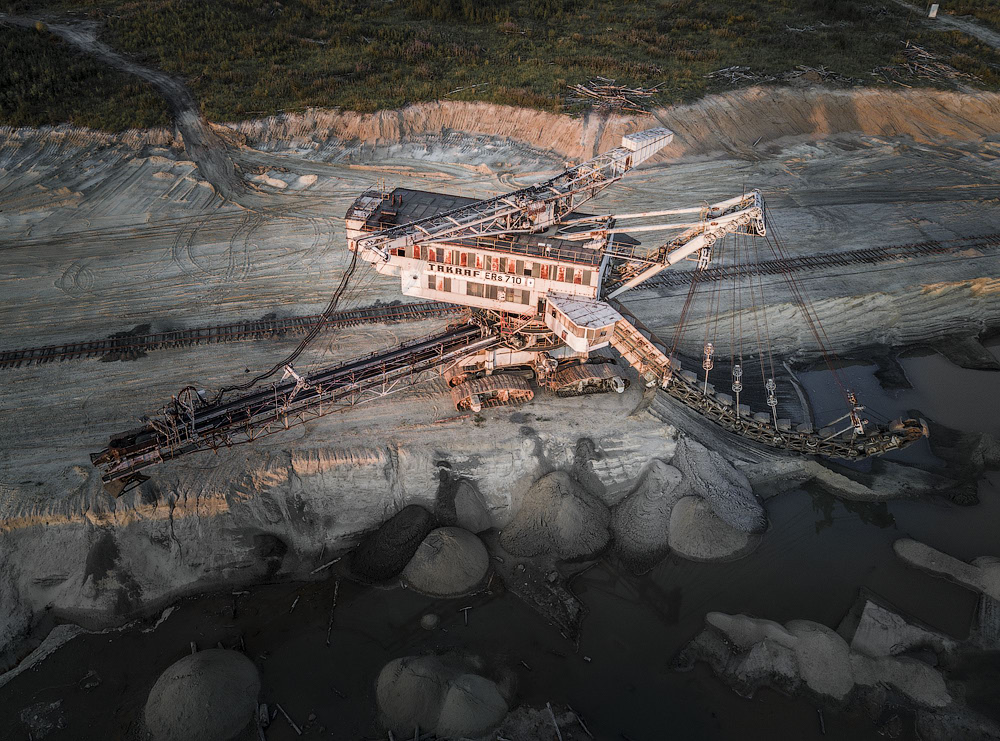
Песок добывается в карьере открытым способом с помощью абзетцера takraf ers 710

Абзе́тцер (нем. Absetzer, от absetzen — отодвигать, выгружать в отвал (вскрышную породу)) или отвалообразователь — горное оборудование для складирования вскрышных пород или других материалов, возникающих при добыче или обогащении в горном производстве или в энергетике.
Отвалообразователи, использующиеся при формировании штабелей сыпучих материалов на складских площадках, а также в разнообразных усреднительных складах для гомогенизации сыпучих грузов различного качества, называют в русскоязычной литературе стакерами или штабелеукладчиками. Для закладки усреднительных штабелей особенно эффективным является полностью автоматический режим работы.
На складах прямоугольного типа устанавливаются, как правило, штабелеукладчики на рельсовом ходу, разгрузочная стрела которых оснащается часто механизмами подъёма и поворота.
Штабелеукладчик с поворотной стрелой необходим для закладки штабелей с параллельным расположением, а также для технологических схем Strata и Windrow. При таком конструктивном исполнении разгрузочная стрела поворачивается с помощью шарикового опорно-поворотного круга.
Установка стрелы по высоте производится регулируемым механизмом подъёма с помощью либо гидравлического привода, либо системы канатных блоков. При необходимости закладки материала на малом расстоянии от гребня укладываемого штабеля (во избежание повреждения материала или сильного пылеобразования) высота разгрузки стрелы должна изменяться в широких пределах.

## Типы и их различия
Отвалообразователь состоит из ходового устройства, поворотной верхней части со сбрасывающей стрелой и подачей сбрасываемого материала. По типу исполнения, отвалообразователи делятся на следующие типы:
- отвалообразователь для эксплуатации в системе железнодорожного транспорта;
- отвалообразователь для эксплуатации в системе конвейерного транспорта.

По типу ходового устройства, отвалообразователи делятся на следующие типы:
- отвалообразователь на гусеничном ходу;
- отвалообразователь на шагающем ходу;
- отвалообразователь на рельсовом ходу.

По типу конструкции, отвалообразователи делятся на следующие типы:
- состоящие из двух конструктивных узлов — с промежуточной подающей тележкой;
- состоящие из одного конструктивного узла — без промежуточной подающей тележки.

## Применение
В Германии, одной из ведущих стран по разработке и производству современного горного оборудования и технологий, отвалообразователи применяются прежде всего в сочетании с ленточным транспортом, материал с конвейера подаётся при помощи передаточной тележки.
Аналогичная система в 2013 г. строится и передаётся в эксплуатацию немецкой машиностроительной фирмой FАМ Magdeburg в Узбекистане на разрезе «Ангренский» (Ангрен (город) ) компании ОАО "Узбекуголь". С помощью длинной поворотной в пространстве сбрасывающей стрелой такой отвалообразователь может заполнять отвалы на разрезах даже в сложных инженерно-геологических условиях, так как место отсыпки материала находится на достаточно большом расстоянии от места стоянки. Технология применения отвалообразователя на разрезе «Ангренском» с учётом сложных условий устойчивости отвальных бортов была разработана выдающимся инженер-майором Вильнауэром, Р. Х., на основе 30-летних исследований месторождения и является уникальной.
Системы с использованием железнодорожного транспорта применяются в Лужицком буроугольном бассейне Германии и на Украине. Здесь материал (вскрышные породы, отходы сжигания угля на ТЭС) подаётся из состава в бункер рядом с путями, оттуда добывается многоковшовым цепным копательным органом отвалообразователя и сбрасывается в отвал.

## Литературные ссылки
- Б. В. Бокий: Bergbaukunde. Technik, Berlin 1955 (Originaltitel: Горное Дело, übersetzt von Dr. R. Staepken), S. 490—495.